# Słomianka (Fluss)
Die Słomianka ist ein kurzer rechter Zufluss der Pilica in der Woiwodschaft Łódź in Polen. Sie gehört damit dem Flusssystem der Weichsel an.

## Geografie

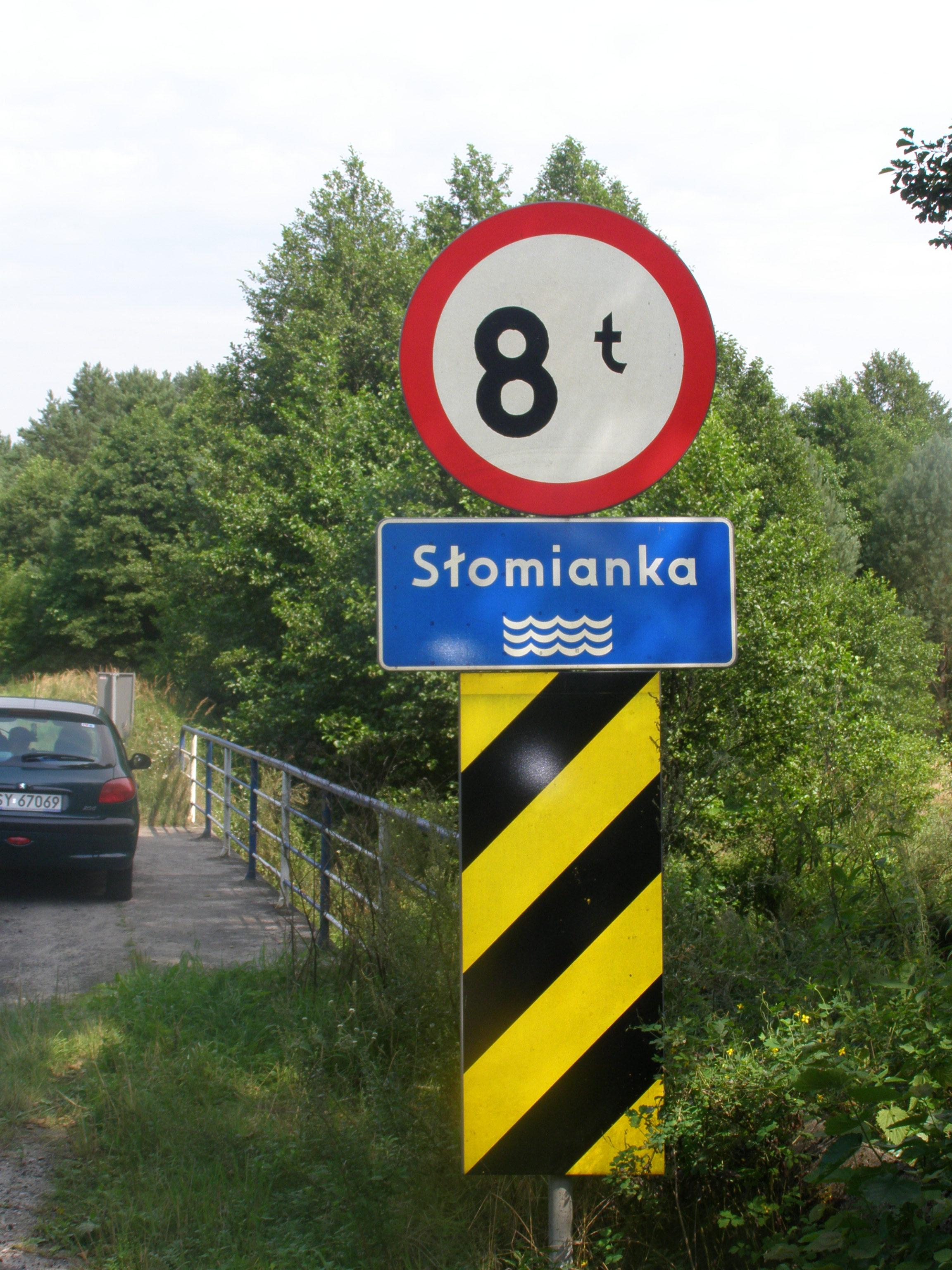
Brücke über die Słomianka kurz vor der Mündung in die Pilica

Die Słomianka entspringt bei dem Dorf Kozenin westlich von Opoczno nahe der Droga krajowa 12 und fließt von dort in überwiegend nördlicher Richtung, kreuzt bei Antoninów  die Bahnstrecke Łódź–Dębica und mündet nach einem Lauf von 19 Kilometern gegenüber von Inowłódz in die Pilica. Das Flüsschen berührt keine größeren Orte.